# Charles Austin
Charles Allen Austin (Bay City (Texas), 19 december 1967) is een voormalige Amerikaanse hoogspringer. Hij was olympisch kampioen, wereldkampioen in deze discipline en heeft het huidige Amerikaanse record hoogspringen van 2,40 m in handen, dat hij op 7 augustus 1991 sprong in Zürich.

## Biografie
Austin studeerde aan de highschool in Van Vleck en voltooide zijn opleiding in 1986. In 1991 werd hij in Tokio wereldkampioen hoogspringen met een sprong van 2,39 m bij zijn laatste poging. Bij zijn eerste olympisch optreden in 1992 behaalde hij in de finale een gedeelde achtste plaats. In 1993 had hij te kampen met een ontsteking en werd geopereerd. Toen kreeg hij te horen, dat hij nooit meer zou kunnen hoogspringen.
Charles Austin vocht zich terug en op de Olympische Spelen van 1996 in Atlanta won hij een gouden medaille met een olympisch record van 2,39 m; hij versloeg hiermee de Pool Artur Partyka (2,37 m) en de Brit Steve Smith (2,35 m). Vier jaar later nam hij deel aan de Olympische Spelen van Sydney, maar hij werd in de kwalificatieronde met een sprong van 2,20 uitgeschakeld.
Hierna werd Austin in 2003 nog Amerikaans indoorkampioen, maar won geen medailles meer op belangrijke internationale wedstrijden.

## Titels
- Olympisch kampioen hoogspringen - 1996
- Wereldkampioen hoogspringen - 1991
- Wereldindoorkampioen hoogspringen - 1997
- Amerikaans kampioen hoogspringen - 1995, 1996, 1997, 1998, 1999, 2000
- Amerikaans indoorkampioen hoogspringen - 1996, 1997, 2003

## Persoonlijke records
| Onderdeel              | Prestatie   | Datum           | Plaats  |
| ---------------------- | ----------- | --------------- | ------- |
| hoogspringen (outdoor) | 2,40 m (NR) | 7 augustus 1991 | Zürich  |
| hoogspringen (indoor)  | 2,37 m      | 2 maart 1996    | Atlanta |

## Palmares

### hoogspringen
Kampioenschappen
- 1991:  WK - 2,38 m
- 1992:  IAAF Grand Prix - 2,25 m
- 1992: 8e OS - 2,28 m
- 1993: 9e WK indoor - 2,24 m
- 1995:  Amerikaanse kamp. - 2,30 m
- 1996:  Amerikaanse indoorkamp. - 2,37 m
- 1996:  Amerikaanse kamp. - 2,30 m
- 1996:  OS - 2,39 m (OR)
- 1997:  Amerikaanse indoorkamp. - 2,31 m
- 1997:  Amerikaanse kamp. - 2,31 m
- 1997:  WK indoor - 2,35 m
- 1998:  Amerikaanse kamp. - 2,30 m
- 1998:  Goodwill Games - 2,33 m
- 1998:  IAAF Grand Prix - 2,28 m
- 1998:  Wereldbeker - 2,31 m
- 1999:  WK indoor - 2,33 m
- 1999:  Amerikaanse kamp. - 2,28 m
- 1999: 8e WK - 2,29 m
- 2000:  Amerikaanse kamp. - 2,32 m
- 2000: 7e Grand Prix Finale - 2,15
- 2000: 20e OS - 2,20 m
- 2001: 11e WK indoor - 2,20 m
- 2001: 9e WK - 2,20 m
- 2003:  Amerikaanse indoorkamp. - 2,30 m
- 2003: 10e WK indoor - 2,20 m

Golden League-podiumplaatsen
- 1998:  Weltklasse Zürich - 2,32 m
- 2000:  Weltklasse Zürich - 2,32 m
- 2000:  Memorial Van Damme - 2,31 m

1896: Ellery Clark ·
1900: Irving Baxter ·
1904: Samuel Jones ·
1908: Harry Porter ·
1912: Alma Richards ·
1920: Richmond Landon ·
1924: Harold Osborn ·
1928: Robert Wade King ·
1932: Duncan McNaughton ·
1936: Cornelius Johnson ·
1948: John Winter ·
1952: Walter Davis ·
1956: Charles Dumas ·
1960: Robert Sjavlakadze ·
1964: Valeri Broemel ·
1968: Dick Fosbury ·
1972: Jüri Tarmak ·
1976: Jacek Wszoła ·
1980: Gerd Wessig ·
1984: Dietmar Mögenburg ·
1988: Hennadi Avdjejenko ·
1992: Javier Sotomayor ·
1996: Charles Austin ·
2000: Sergej Kljoegin ·
2004: Stefan Holm ·
2008: Andrej Silnov ·
2012: Erik Kynard ·
2016: Derek Drouin ·
2020: Gianmarco Tamberi & Mutaz Essa Barshim ·
2024: Hamish Kerr
1983 Hennadi Avdjejenko ·
1987 Patrik Sjöberg ·
1991 Charles Austin ·
1993 Javier Sotomayor ·
1995 Troy Kemp ·
1997 Javier Sotomayor ·
1999 Vjatsjelav Voronin ·
2001 Martin Buß ·
2003 Jacques Freitag ·
2005 Joeri Krymarenko ·
2007 Donald Thomas ·
2009 Jaroslav Rybakov ·
2011 Jesse Williams ·
2013 Bohdan Bondarenko ·
2015 Derek Drouin ·
2017 Mutaz Essa Barshim ·
2019 Mutaz Essa Barshim ·
2022 Mutaz Essa Barshim ·
2023 Gianmarco Tamberi
- World Athletics: 14231688
- International Standard Name Identifier: 0000 0000 3688 4187
- Library of Congress Control Number: n2007087405
- SNAC: w6rs1w15
- Virtual International Authority File: 73312658
- WorldCat: E39PBJr3tMgwfVPx3DpH43PYT3